# Кобили (Словаччина)
Кобили (словац. Kobyly) — село в Словаччині, Бардіївському окрузі Пряшівського краю.
Вперше згадується у 1277 році. Колишнє русинське село.
В селі є неоготичний римо-католицький костел з 1886 р.

## Географія
Розташоване в північно-східній частині Словаччини. Протікає річка Решовка.

## Населення
| Рік:            | 1994. | 2004.    | 2014.   | 2024.   |
| --------------- | ----- | -------- | ------- | ------- |
| Кількість осіб: | 766   | 845      | 867     | 903     |
| Різниця:        |       | +10,31 % | +2,60 % | +4,15 % |

| Рік:            | 2023. | 2024.   |
| --------------- | ----- | ------- |
| Кількість осіб: | 884   | 903     |
| Різниця:        |       | +2,14 % |

В селі проживає 859 осіб (31.12.2019).
Національний склад населення (за даними останнього перепису населення — 2001 року):
- словаки — 99,63 %
- українці — 0,12 %

Склад населення за приналежністю до релігії станом на 2001 рік:
- римо-католики — 93,50 %,
- протестанти — 3,92 %,
- греко-католики — 1,35 %,
- православні — 0,37 %,
- не вважають себе віруючими або не належать до жодної вищезгаданої церкви — 0,86 %